# La vida d'Adèle
La vida d'Adèle (títol original en francès La Vie d'Adèle : Chapitres 1 et 2, també conegut com a La Vie d'Adèle) és una pel·lícula belga-hispano-francesa de 2013, dirigida per Abdellatif Kechiche i interpretada per Léa Seydoux i Adèle Exarchopoulos. Està basada en la novel·la gràfica francesa Le bleu est une couleur chaude (literalment en català "El blau és un color càlid", 2010), de Julie Maroh. El 2013 va guanyar la Palma d'Or al Festival Internacional de Cinema de Canes.

## Argument
L'obra explica la història de l'Adèle (Adèle Exarchopoulos), una noia de 15 anys, la identitat sexual de la qual trontolla quan coneix l'Emma (Léa Seydoux), una noia de cabells blaus; no obstant això, «l'Adèle no sap trobar la pau, ni amb els seus pares, ni amb aquest món ple de moralitats absurdes, ni amb si mateixa». El film va ser rodat a Lilla, al nord de França, i destaca per les seves imatges sexuals que poden fins i tot arribar a ser xocants.

## Repartiment
- Adèle Exarchopoulos: Adèle
- Léa Seydoux: Emma
- Jeremie Laheurte: Thomas
- Catherine Salée: mare
- Aurélien Recoing: pare
- Sandor Funtek: Valentin